# Dissen

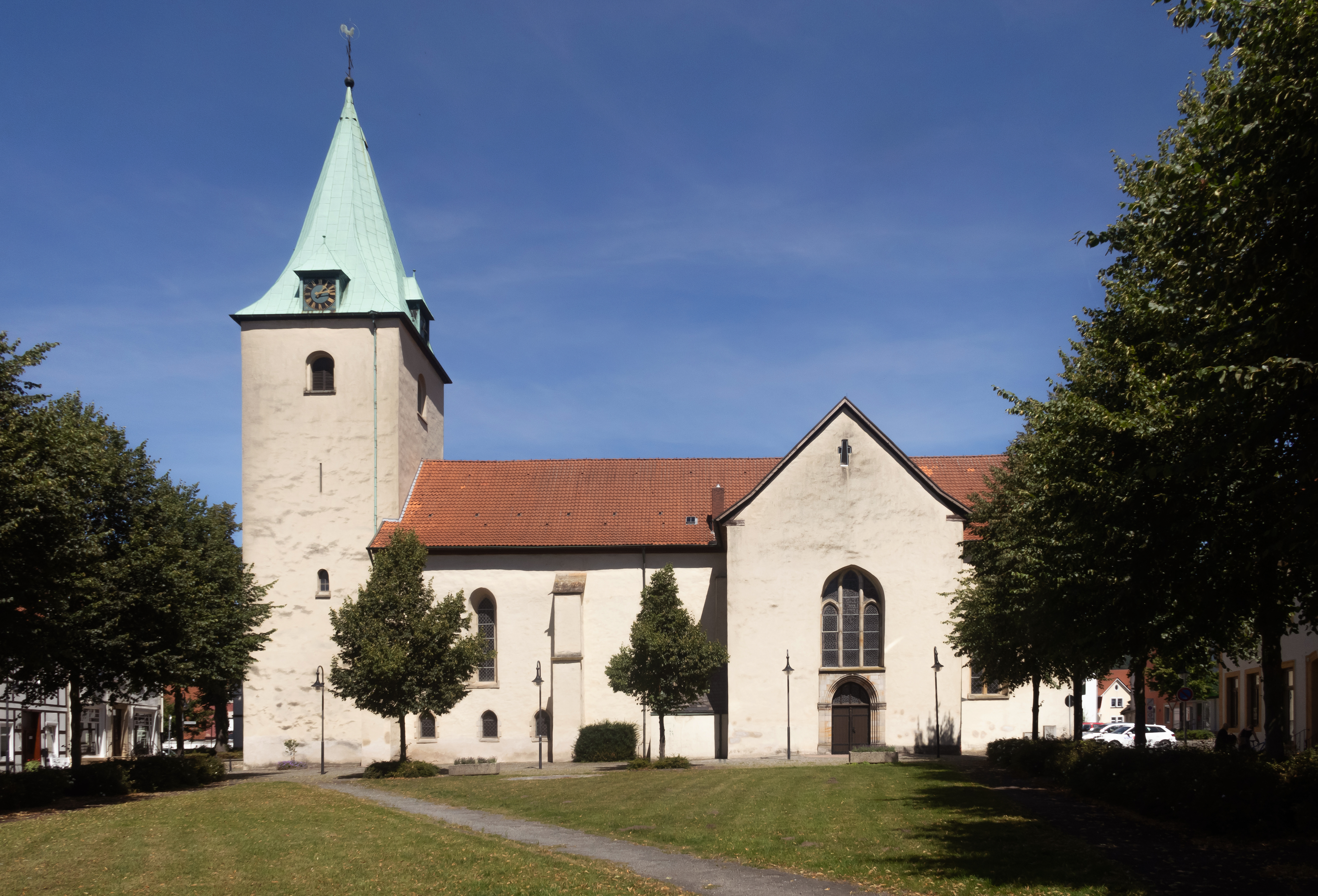
Dissen, la iglesia: Mauritiuskirche

Dissen (nombre completo en alemán: Dissen am Teutoburger Wald) se compone de un pequeño municipio de un poco menos de 10 000 habitantes, se encuentra ubicada al sur de la ciudad de Osnabrück (a 23 km) en Baja Sajonia (Alemania).

## Geografía

### Ubicación
Dissen se ubica en el sur del Bosque Teutónico (Teutoburger Wald). La montaña más alta de Dissen es Hankenüll (307 m) y se encuentra en la frontera norte de la ciudad, la variación de altura a lo largo de la geografía oscila entre 80 metros a nivel del mar y los 307 del Hankenüll. Allí se puede encontrar la fuente del río Hase este río sale de la zona de la ciudad a 800 Metros al norte.

### Extensión
La extensión desde el Este al Oeste está entre los 8 km y desde el Norte al Sur aproximadamente 10 km. 

### Uso de la superficie
Superficie: 
- Cultivo: 43,8 %
- Bosque: 41,7 %
- Edificado: 9,8 %
- Carreteras y diversos caminos: 4,7 %

### Municipios Lindantes
Dissen limita al norte con Melle y Hilter am Teutoburger Wald, por el Oeste con Bad Rothenfelde así como en el sur y Este con las ciudades Renania del Norte-Westfalia Versmold y Borgholzhausen en la denominada comunidad de Gütersloh (Kreis Gütersloh).

### Accesos
Se puede acceder por carretera por la Bundestrasse 68 (Osnabruck- Bielefeld) y en la Bundesautobahn 33. Existe una estación de trenes y el aeropuerto más cercano a la ciudad es el Aeropuerto Münster-Osnabrück. 

## Historia

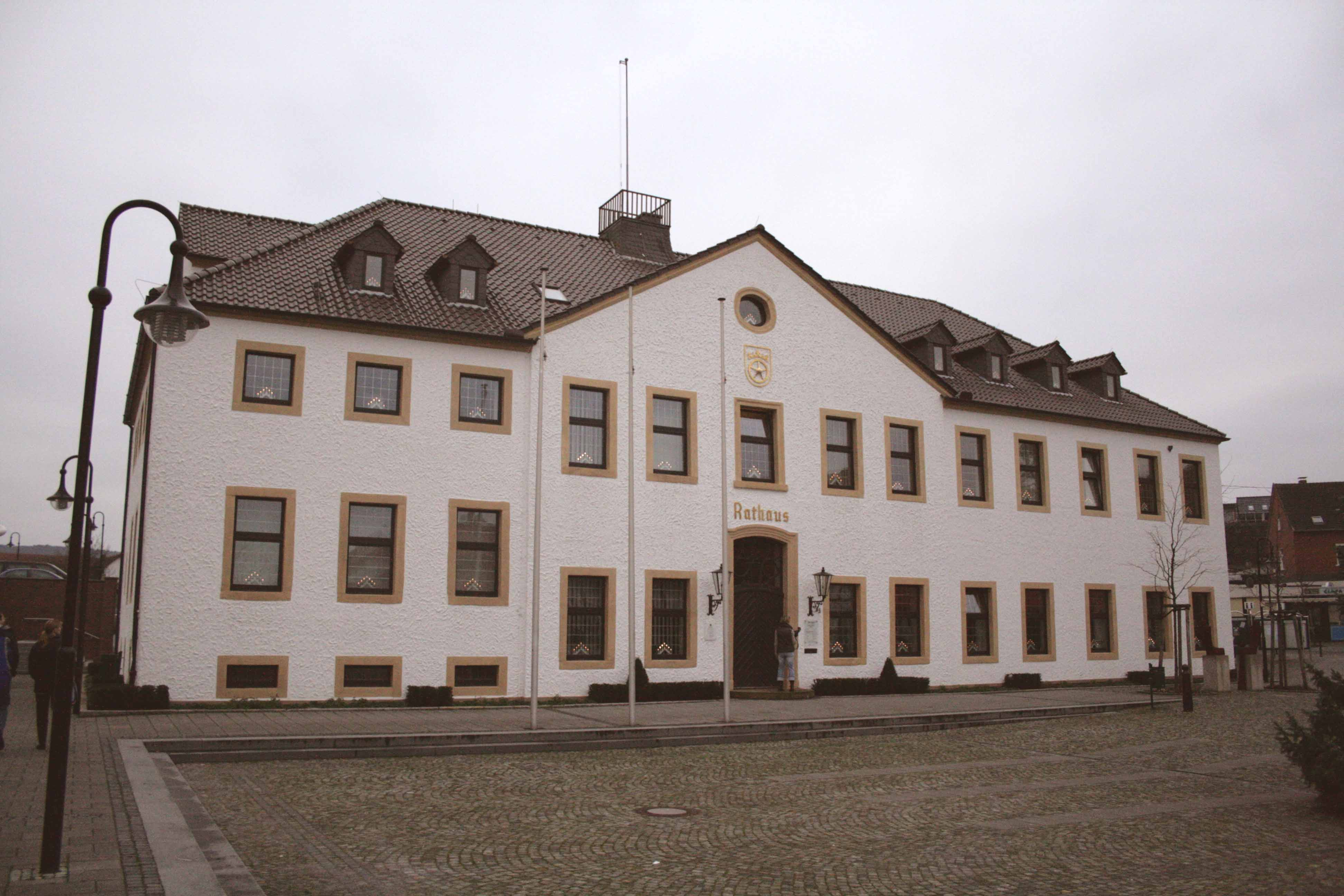
Ayuntamiento de Dissen.

La primera mención de la ciudad de Dissen se realiza en un documento datado en el año 822 en el que se menciona como el rey Ludovico Pío (Ludwig der Fromme) otorga la Meierhof (Casa de administración, hoy en día se encuentra allí alojado el ayuntamiento) al obispo de Osnabrück. No se puede determinar cual es la verdadera edad de la ciudad.
El 8 de noviembre de 1951 se le otorgó el derecho de ciudad, durante una celebración. En el 26 de enero de 1976 el ministro de interior de Baja Sajonia cambia el nombre de la ciudad de Dissen T.W. por una denominación oficial más larga: "Dissen am Teutoburger Wald".

## Política

### Armas de la Ciudad
Las Armas de la Ciudad muestran una corona y una rueda con cinco radios en oro sobre un fondo verde.

### Ciudades Hermanadas
- Dissen-Striesow, Brandenburg
- Gudensberg, Hessen
- Thum, Sachsen

## Industria Local
En Dissen existen diversas industrias dedicadas exclusivamente a la alimentación. Un ejemplo descriptivo de las mismas se puede encontrar en las siguientes direcciones:
- Fábrica de alimentos Homann: http://www.homann.de (Hoy en día la chimenea forma parte de la imagen característica de la ciudad)
- Fábrica para la manipulación de carne y embutidos: http://schulte-die-wurst.de
- Fábrica de manipulación de especias Fuchs: http://www.fuchs-gewuerze.de
- Fábrica de embutidos Rümke
- Carnicería Gausepohl: http://www.gausepohl.de

Otras industrias en Dissen son:
- Fábrica de coches de bomberos Schlingmann: http://www.schlingmann112.de
- Fábrica de ropa de cuero Tesatti GmbH: http://www.tesatti.de
- Imprenta de Beucke und Söhne: http://www.beucke.de
- Imprenta de Klenke Druck GmbH: http://www.klenke-druck.de/
- Fábrica de Muebles (Möbel GmbH): http://www.fmd-moebel.de
- Stadtrand & Co. GmbH (Hamburg Zanzibar): https://www.hamburg-zanzibar.de/
- Venta de coches Autohaus Schröder: http://www.schroeder-dissen.de
- Numerosas empresas sobre comercio, Artesanía y Gastronomía se han conjuntado bajo el nombre de "Interessengemeinschaft Handel und Gewerbe in Dissen" (ihg). Para más información consultar: http://www.ihg-dissen.de

## Turismo
Una de las principales atracciones turísticas de la zona son los abundantes espacios del bosque teutónico (Teutoburger Wald) que permiten la práctica de Senderismo, existen numerosos caminos (generalmente bien documentados) por los que se puede practicar este deporte. Uno de los más conocidos es el Hermannsweg.
- Datos: Q522086
- Multimedia: Dissen am Teutoburger Wald / Q522086